# Пустошь (Мегорское сельское поселение)
Пустошь — деревня в Вытегорском районе Вологодской области.
Образована 6 июня 2001 года в результате объединения деревень Пустошь-Манойловская, Пустошь-Якушевская и Чикова Гора.
Входит в состав Мегорского сельского поселения (с 1 января 2006 года по 30 мая 2013 года входила в сельское поселение Коштугское), с точки зрения административно-территориального деления — в Коштугский сельсовет.
Расстояние по автодороге до районного центра Вытегры — 65 км, до центра муниципального образования села Мегра по прямой — 21 км.
По переписи 2002 года население — 5 человек.